# Vlaamse Toeristenbond-Vlaamse Automobilistenbond

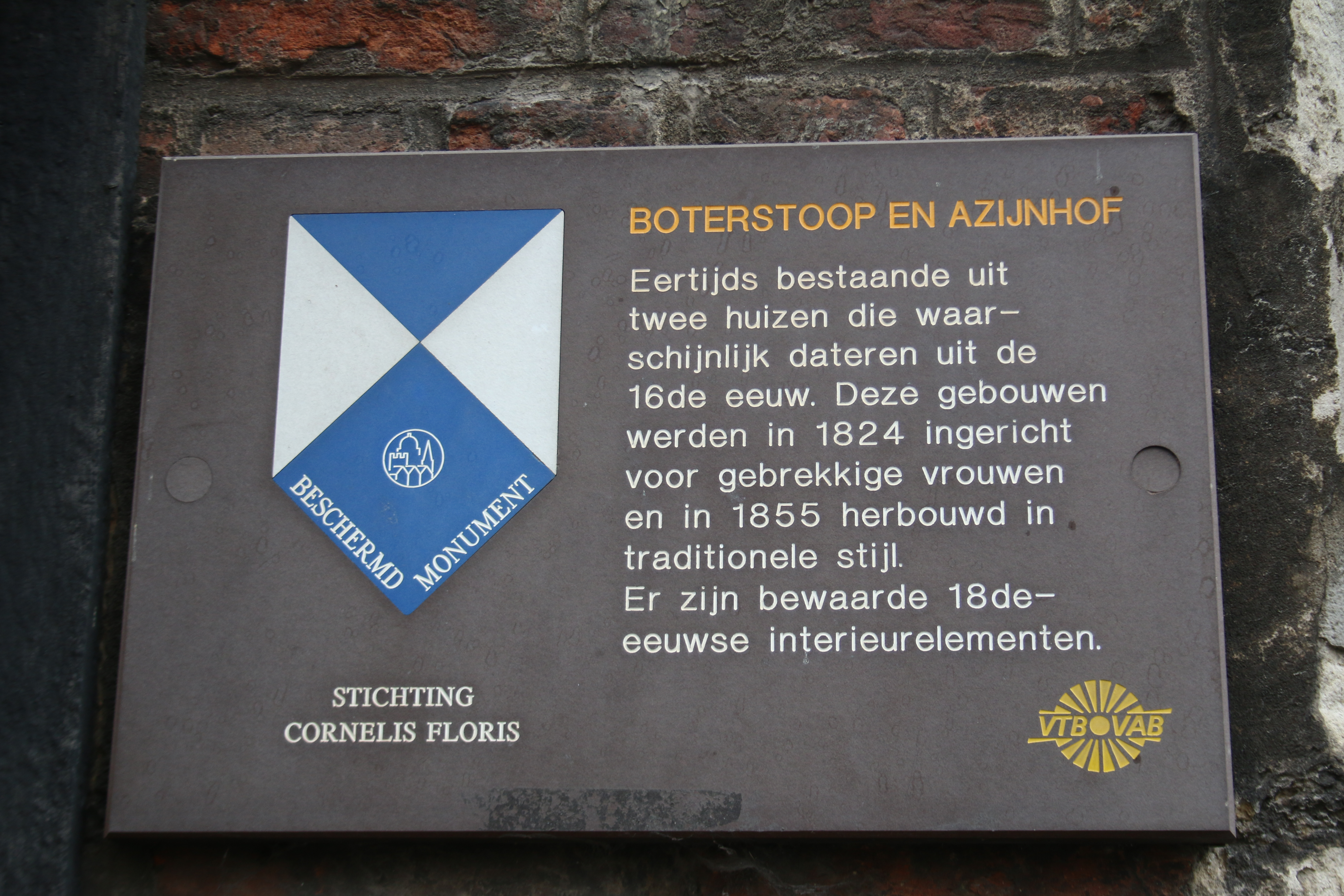
Bord van de VTB-VAB

De Vlaamse Toeristenbond-Vlaamse Automobilistenbond (VTB-VAB) is een in 1922 opgerichte Vlaamse ledenvereniging.

## Geschiedenis
De Vlaamse Toeristenbond (VTB) werd op 29 januari 1922 in de schoot van de Vlaamse Beweging opgericht en had tot doel reizen en toerisme in Vlaanderen te bevorderen. Het was de tegenhanger van de Franstalige Touring Club de Belgique. De bond wilde zich niet beperken tot de functie van een reisbureau en was bij aanvang ook een cultuurvereniging. Het tijdschrift van de bond De Toerist (later Toerisme) verscheen vanaf 15 maart 1922. De bond telde eind 1922 reeds 5.520 leden. Het 100.000ste lid werd in juli 1930 ingeschreven.
De Vlaamse Automobielbond (VAB) werd opgericht in 1924 en zo ontstond de twee-eenheid VTB-VAB. Deze belangenvereniging van automobilisten groeide uit tot een belangrijke speler voor pechverhelping, autodiagnosecentra en richtte eveneens rijscholen op.
De vereniging werd gestructureerd waarbij de zakelijke kanten in aparte bedrijven werden ondergebracht. Zo was er naast de vzw eveneens het reisbureau VTB Reizen en de verzekeraar en pechverhelper VTB-VAB NV.
Op het eind van de 20ste eeuw werd VTB Reizen aan de TUI groep verkocht.
VTB-VAB NV, ook wel VAB Pechverhelping genoemd, werd na de buitengewone algemene vergadering van 16 juni 2008 kortweg VAB (beslissing gepubliceerd in het Belgisch Staatsblad van 2 juli 2008 en vanaf die datum algemeen geldig), een bedrijf waarin de vereniging participeert en dat pechverhelping, reisverzekeringen, autodiagnose en dergelijke aanbiedt.
De VTB-VAB vzw werd eveneens in april 2008 omgedoopt tot vtbKultuur en kreeg een nieuw logo en een nieuwe huisstijl.
Volgens het jaarverslag 2013 van de KBC Groep NV is deze via de volledige dochter KBC Verzekeringen NV voor 95% eigenaar van VAB Groep NV.
In 2022 werd vtbKultuur omgedoopt tot Cultuursmakers.

## Organisatie en activiteiten
Cultuursmakers heeft ongeveer 180 lokale afdelingen van groepen vrijwilligers in Vlaanderen en Brussel die culturele en toeristische activiteiten voor leden en niet-leden organiseren. Het gaat onder andere om lezingen, reportages, fototentoonstellingen, concerten en concertbezoeken, toneelvoorstellingen en theaterbezoeken, stand-upcomedy, quizzen, cursussen, gegidste wandelingen en stadsverkenningen. De meeste activiteiten worden door de lokale afdelingen georganiseerd. Nationaal organiseert en verzorgt enkele uiteenlopende activiteiten zoals:
- culturele uitstappen naar buurlanden;
- een jaarlijks Stadsfestival (telkens in een andere cultureel interessante Vlaamse Stad).

Cultuursmakers is een erkende socio-culturele vereniging, erkend door het Vlaams ministerie van cultuur. Het werkt nauw samen met Erfgoed Vlaanderen. Het is tevens lid van het Overlegcentrum van Vlaamse Verenigingen (OVV).
Het secretariaat is gevestigd in Antwerpen.

## Guido Gezelle
Tijdens het interbellum maakte de VTB er werk van om de herinnering aan prominente personen levendig te houden.
Zo werden in Brugge heel wat gevelplaten aangebracht aan huizen waar Guido Gezelle had gewoond en aan kerken of instellingen waar hij actief was geweest. Ook in Kortrijk werd een gevelplaat aangebracht.